# Stelgidopteryx ruficollis
La golondrina gorgirrufa  (Stelgidopteryx ruficollis) es una especie de ave paseriforme de la familia de las golondrinas (Hirundinidae). Al principio fue descrita formalmente como Hirundo ruficollis por el ornitólogo francés Louis Jean Pierre Vieillot en 1817 en su Nouvelle Dictionnaire d'Histoire Naturelle.
Se reproduce en Centro y Suramérica, desde el sur de Honduras, al norte de Argentina y Uruguay. También se reproduce en Trinidad y Tobago. Es sedentaria. La golondrina gorgirrufa es migratoria, volando hacia el norte en invierno.

## Características
El adulto es de 13,5 cm en largo y pesa 15 g;  marrón arriba, con alas y cola negruzcas y el obispillo de un gris pálido. La garganta y la parte superior del pecho son de color herrumbre con las partes inferiores bajas de un blanco amarillento. La cola se le bifurca levemente.
Es similar en aspecto a sus contrapartes septentrionales, pero la golondrina gorgirrufa es sedentaria y su color es más uniforme, especialmente en la rabadilla.

## Hábitat
Se encuentra en zonas abiertas y en los claros del bosque. Anida en las cavidades forradas de diversos tipos de hierba, incluyendo los agujeros en los bancos o las paredes, o los nidos en desuso del martín pescador y el jacamar. No forma a colonias. La nidada es de 3-6 huevos blancos, incubados por la hembra de 16 a 18 días y otros 13 días de cría.
La golondrina gorgirrufa se alimenta de insectos en vuelo, generalmente volando bajo con un vuelo deliberadamente lento. La llamada es un chirrido inarmónico.
El borde sus plumas primarias externas es serrado; esta característica es solamente evidente al sostener esta ave.